# 가자! 장미여관으로3 - 방황
"가자! 장미여관으로3 - 방황"은 한국에서 제작된 김봉은 감독의 2014년 멜로/로맨스 영화이다. 서연주 등이 주연으로 출연하였다.

## 출연

### 주연
- 서연주
- 이종준

### 조연
- 김지연
- 진태희
- 조근영
- 승은
- 오세득
- 강순호

## 기타
- 투자총괄: 알렉스 박
- 프로듀서: 김응민
- 제작상무: 이금복
- 제작실장: 이정권
- 제작부: 곽동호
- 제작부: 김태환
- 제작투자: 최광래
- 촬영부: 김철석
- 촬영부: 이상욱
- 조명: 김철희
- 조명부: 김윤택
- 조명부: 이정호
- 연출부: 김재혁
- 연출부: 이철수
- 스크립터: 김아연
- 조감독: 최창규
- 동시녹음: 안재석
- 붐오퍼레이터: 최창규
- 분장-헤어: 이희연
- 데이터맨: 임창석
- 그립팀: 배창식
- 그립팀: 이덕환